# Lophodermium kinabaluense
Lophodermium kinabaluense är en svampart som beskrevs av Spooner 1991. Lophodermium kinabaluense ingår i släktet Lophodermium och familjen Rhytismataceae.   Inga underarter finns listade i Catalogue of Life.